# Cleptometopus lobatus
Cleptometopus lobatus är en skalbaggsart som beskrevs av Stefan von Breuning 1940. Cleptometopus lobatus ingår i släktet Cleptometopus och familjen långhorningar. Inga underarter finns listade i Catalogue of Life.